# Blanca de los Ríos
Blanca de los Ríos Nostench (Sevilla, 15 d'agost de 1859 – Madrid, 13 d'abril de 1956) va ser una escriptora i pintora espanyola.

## Vida i obra
Blanca de los Ríos Nostench va ser una destacada escriptora i crítica de literatura, encara que la seva figura segueix sent desconeguda malgrat la seva intensa i fecunda labor. La seva obra ha estat traduïda a la gairebé totalitat d'idiomes europeus. El seu naixement en el si d'una família culta li va reportar una àmplia formació, com assenyala Consuelo Flecha (2000) en la biografia que va realitzar d'aquesta autora: "Envoltada d'un ambient familiar d'escriptors, polítics, artistes i metges, la seva educació es va beneficiar de la riquesa d'estímuls i de possibilitats que aquest context cultural li anava proporcionant. El seu pare, Demetrio de los Ríos, arquitecte, el seu avi matern, metge, els seus oncles, escriptors com José Amador de los Ríos, i polítics, van ser una referència a la qual ella es va saber acollir intel·ligentment, encara que sabés que, per la seva condició de dona, no tots els camins li eren igualment fàcils."
Es va casar amb Vicente Lampérez Romea (1861-1923), conegut arquitecte i arqueòleg madrileny, catedràtic de l'Escola d'Arquitectura de Madrid, que va realitzar restauracions i reformes de monuments com les catedrals de Conca i de Burgos, i va publicar importants estudis d'història de l'arquitectura. El trasllat a Madrid va suposar per a l'autora el contacte directe amb l'ambient literari i intel·lectual de la capital i va ampliar el seu horitzó i els seus projectes.
Tal vegada per aquesta consciència de les dificultats que suposava el fet de ser dona, va ocultar el seu veritable nom en les primeres obres que va donar a la premsa, que es van publicar amb el nom de "Carolina del Boss". Encara que ràpidament va abandonar aquest pseudònim per signar com a Blanca de los Ríos. Escriptora precoç, la seva primera novel·la, Margarita, es va publicar el 1878, tenia només disset anys. Seguiren els poemaris Los Funerales del César (1880), Esperanzas y recuerdos (1881), que es va tornar a editar ampliat el 1912, El romancero de Don Jaime El Conquistador i La novia del marinero, de 1886. Posteriors són les seves següents novel·les, Melita palma (1901), Sangre española (1902) i La niña Sanabria (1907). Durant aquests anys va publicar molts contes, com Las hijas de don Juan, Madrid goyesco i Los diablos azules, i col·leccions de relats com La Rondeña (cuentos andaluces) de 1902, El Salvador (cuentos varios) 1902 i El tesoro de Sorbas, de 1914. També és destacable la seva participació en alguns periòdics com El Imparcial, La Época (Madrid) i El Nuevo Mundo, i en diverses revistes com El Correo de la Moda, Madrid Cómico, La Il·lustració Espanyola i Americana, Blanco y Negro, La Enseñanza Moderna, El Álbum Ibero-Americano i especialment en Raza Española, revista que va fundar i va dirigir des de 1918 fins a 1930, any en què va desaparèixer. En aquesta com en altres publicacions va divulgar les seves idees feministes.
Va ser amiga d'Emilia Pardo Bazán, que tenia d'ella, com a escriptora, molt bona opinió. Va col·laborar a la redacció de l'Enciclopèdia Universal Europeo-Americana.
La preocupació per la dona i per les relacions entre Espanya i Hispanoamèrica van estar sempre presents en la seva reflexió i en la seva participació en diverses associacions i actes com l'Assemblea Americanista de Barcelona i els Centres de Cultura Hispanoamericana de Cadis i de Madrid, la Junta Superior de Beneficència de Madrid i la Unión de Damas Españolas, en la qual es va preocupar per l'avanç en mesures de protecció per a les dones en el treball. Va pertànyer a l'Ateneu de Madrid i va formar part de l'Assemblea Nacional entre els anys 1927 i 1929 durant la Dictadura de Miguel Primo de Rivera.
Encara que l'àmbit en el qual va destacar més, i pel qual va anar abandonant la creació literària, fou sens dubte el de l'estudi i crítica de la de la literatura, en què tenia com a mestre Marcelino Menéndez Pelayo, i seguia les normes de recerca i crítica històriques que aquest havia proposat. Una de les seves principals obres és Del siglo de Oro, publicada el 1910, en la qual va comptar amb el mateix Menéndez Pelayo per a la realització del pròleg, en el qual deia d'ella: "No necesita la ilustre dama autora de este libro que nadie la presente al lector con oficiosos encomios. Siempre resultarían inferiores a sus probados méritos y a la justa notoriedad de que goza como artista de noble ingenio lírico y narrativo" (De los Ríos, 1910: 9).
A Blanca de los Ríos devem molts estudis sobre Tirso de Molina, als quals avui generalment se'ls retreu, almenys en la biografia, un escàs rigor documental que fa de Tirso fill il·legítim del Duc d'Osuna, una cosa que s'ha demostrat com a completament improbable; molt millor és l'edició crítica de les seves Obras completas. Aquesta labor li va valer el reconeixement per part de la Reial Acadèmia Espanyola, de la qual no va arribar a formar part tot i que va ser presentada la seva candidatura. Precisament durant aquests estudis, va descobrir la partida de baptisme de Lope de Vega, que fins llavors es creia perduda després de l'incendi en 1790 de l'església de San Miguel de los Octoes. Després de fer moltes gestions va descobrir que en una casa particular del carrer de Leganitos havien estat dipositats alguns llibres de l'església que havien sortit indemnes i allí va trobar, oblidat el llibre de baptismes del període 1516 a 1573.
Altres textos que mereixen ser destacats són els que va publicar sobre Calderón de la Barca i la seva obra La vida es sueño y los diez Segismundos de Calderón, així com al voltant del Quixot: Sevilla, cuna del Quijote. En 1916 va publicar una obra sobre Francisca de Larrea Böhl de Faber, dedicada a l'anàlisi de l'aportació d'aquesta escriptora i traductora gaditana en el context del romanticisme vuitcentista. També es va apropar a alguns personatges literaris, Els grans mites de l'Edat Moderna: El Quixot, Don Joan, Segismundo, Hamlet i Fausto. En l'obra Del siglo de Oro  s'inclou a més una àmplia bibliografia en la qual es dona notícia dels llibres que s'estaven traduint al francès, a l'italià, a l'alemany i al danès per divulgar-se en aquests països.

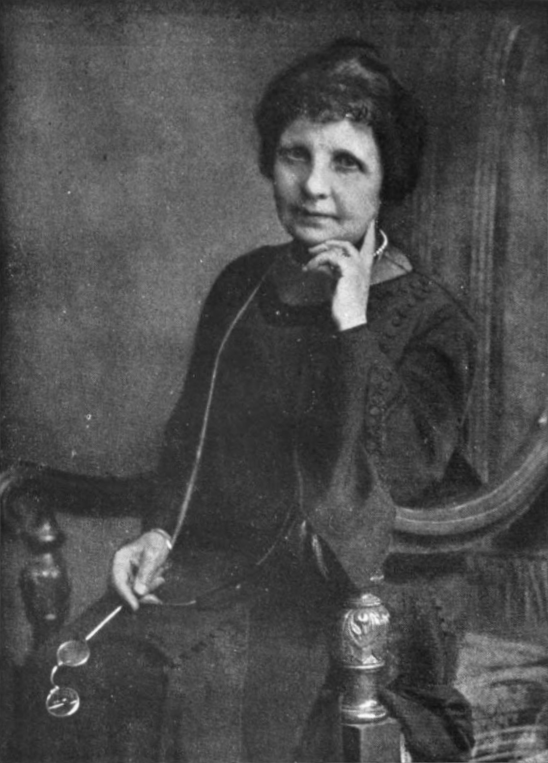
Blanca de los Rios al 1932

També va dedicar els seus esforços a la figura i l'obra de Santa Teresa de Jesús sobre la qual va pronunciar diverses conferències: Influjo de la mística de Santa Teresa, singularmente sobre nuestro grande arte nacional (1913), Santa Teresa de Jesús y su apostolado de amor (1915), Guía espiritual de España  (1915) i Ávila y Santa Teresa (1915). Per aquesta faceta va ser molt lloada i es va dir d'ella: "Com a conferenciant és també donya Blanca de los Ríos una figura eminent per la grandesa dels temes que tracta, per l'elevació i originalitat de pensament, per la riquesa del seu lèxic inesgotable, per l'elegància de la seva sintaxi, alhora clàssica i moderna, per la noblesa i l'ornamentació del seu estil i per la seva elocució fervorosa i persuasiva".
Va rebre no només les lloances de la crítica sinó també moltes condecoracions, entre les quals la Gran Creu d'Alfons XII, en un homenatge presidit per la Reina Victoria Eugenia, la Medalla d'Or del Treball i la Gran Creu d'Alfons X el Savii, així com el reconeixement de l'Ajuntament de Sevilla en posar-li el seu nom a un dels carrers de la ciutat.